# Denis Lunghi
Denis Lunghi (Biella, 21 gennaio 1976) è un ex ciclista su strada italiano.
Professionista dal 1999 al 2004, conta una vittoria di tappa al Giro d'Italia.

## Carriera
Si mise in luce da dilettante, ottenendo diverse vittorie e piazzamenti di rilievo (spiccano, nel 1998, una vittoria di tappa al Baby Giro e il secondo posto al Gran Premio Palio del Recioto) e conquistando anche la maglia azzurra per la prova in linea Under-23 dei mondiali di Valkenburg 1998.
Passato professionista nel 1999 con il Team Polti, fatica a trovare risultati, e coglie solo un secondo posto nel Giro del Giappone. Nel 2000 cambia squadra, passa infatti al Team Colpack, e vince il Gran Premio Industria Commercio Artigianato Carnaghese; è inoltre secondo nella Coppa Agostoni, quinto al Giro della Provincia di Lucca ed in quello di Toscana. Conferma le aspettative nel 2001 aggiudicandosi il Giro del Friuli e ottenendo ancora ottimi piazzamenti nelle corse italiane, terzo al Giro dell'Etna, terzo nella Coppa Bernocchi e nono nel Giro del Veneto.
Nel 2002 consegue il successo più importante, la dodicesima tappa del Giro d'Italia dopo una lunga fuga: nel finale stacca i compagni di avventura giungendo da solo sul traguardo di Chieti; finisce inoltre al nono posto la Settimana Ciclistica Lombarda.
Nel 2003 passa all'Alessio e ottiene due vittorie tra cui una tappa al Giro d'Abruzzo, che conclude al secondo posto della generale; si piazza inoltre ottavo al Brixia Tour. Nel 2004 è inattivo, e a fine anno annuncia l'addio all'attività agonistica per gravi problemi fisici.

## Palmarès
- 1993 (Juniores)

Trofeo Emilio Paganessi
- 1998 (Team Colpack-Polti)

Trofeo Attilio Strazzi
5ª tappa Giro delle Regioni (Arvier > Champorcer)
5ª tappa Giro Primavera d'Italia (Campi Bisenzio > Castellarano)
1ª tappa Baby Giro (Follonica > Follonica)
- 2000 (Team Colpack, una vittoria)

Gran Premio Industria Commercio Artigianato Carnaghese
- 2001 (Team Colpack, una vittoria)

Giro del Friuli
- 2002 (Team Colpack, una vittoria)

12ª tappa Giro d'Italia (Campobasso > Chieti)
- 2003 (Alessio, due vittorie)

1ª tappa Giro d'Abruzzo (Pescara > L'Aquila)
6ª tappa Tour of Qinghai Lake (Xining > Menyuan)

## Piazzamenti

### Grandi Giri
- Giro d'Italia

2001: 61º
2002: 30º
2003: 38º
- Vuelta a España

2003: 50º

### Classiche monumento
- Liegi-Bastogne-Liegi

2003: 49º
- Giro di Lombardia

1999: ritirato
2000: ritirato
2001: 22º
2002: ritirato
2003: ritirato

### Competizioni mondiali
- Campionati del mondo

Valkenburg 1998 - In linea Under-23: 51º